# Rdeči grad, Tripolis
Rdeči grad, v arabščini As-saraya Al-hamra (السرايا الحمراء), včasih tudi Rdeča trdnjava ali Rdeča Saraja, je glavna znamenitost na obali Tripolisa, ki meji na Trg mučenikov. Od leta 1919 je dom muzeja Rdeči grad (pod različnimi imeni), od leta 1952 pa libijskega oddelka za arheologijo.

## Opis
Rdeči grad je nekoč stal neposredno ob morju. V 1970-ih je gradnja obmorske ceste (cesta Al-Šat) povzročila nastanek jezera Saraja, saj je bil grad odrezan od morja. Stavba meji na jezero Saraja na severovzhodu, Centralno banko Libije na severozahodu, sosesko Suk al-Mušir okoli Karamanlijeve mošeje na jugozahodu in Trg mučenikov na jugovzhodu.
Grad tvori nepopolni kvadrat s stranicami neenake dolžine: 115 metrov (severovzhod), 90 metrov (severozahod), 130 metrov (jugozahod) in 140 metrov (jugovzhod). Njegova površina je približno 13.000 kvadratnih metrov. Znotraj grajskega obzidja je več stavb in dvorišč.

## Zgodovina
Začetki gradu so morda tako stari kot feničanska ustanovitev Oee v 7. stoletju pred našim štetjem; izkopavanja so odkrila ostanke iz rimskih časov. Tako kot obkroženo regijo ga je okoli leta 439 prevzelo Vandalsko kraljestvo, leta 534 ga je ponovno osvojilo Rimsko cesarstvo, leta 642 ali 643 ga je osvojil Amr ibn al-As, Bizantinec in nato v poznem 7. stoletju Omajadski kalifat; nato je bil pod vladavino Abasidskega kalifata (750–800), Aghlabidskega emirata Ifrikija (800–909), Fatimidskega kalifata (10. stoletje), ki ga je preuredil v kraljevo rezidenco, Ziridskega emirata Ifrikija in Banu Khazrun (11. stoletje–1146), Normanskega kraljestva Afrike (1146–1321),:383 Almohadskega kalifata (1158–1229), Hafsidskega emirata Ifrikija (1234–1321), Beni Ammar (1321–1401) in spet Hafsidskega emirata (1401–1510, s še enim izpadom sredi 15. stoletja).
Leta 1510 je Tripolis osvojilo Aragonsko kraljestvo. Zdi se, da večina sedanjih struktur izvira iz poznejšega obdobja vladavine aragonskih vojaških poveljnikov in po letu 1530 vitezov hospitalcev do njihovega izgona s strani Osmanskega cesarstva po obleganju Tripolisa (1551). Grad naj bi bil v tistem času tudi pobarvan z rdečo oker barvo, po čemer se danes imenuje. Prvi osmanski guverner ali paša Tripolisa, Murād Aga, je grajsko cerkev svetega Leonarda spremenil v mošejo, naslednji guvernerji pa so stavbo spremenili v svojo rezidenco. Kot tak je bil grad središče moči pod Ahmedom Karamanlijem, janičarskega porekla in dinastijo Karamanli (1711–1835).
Po italijanski osvojitvi Libije leta 1911 je bil grad sprva uporabljen kot rezidenca italijanskega generalnega guvernerja. Leta 1919 so ga preuredili v muzej, prvega v zgodovini Libije. V letih 1922-23 je bila ustrezno prenovljena po načrtih arhitekta Armanda Brasinija, ki se je kreativno lotil njegove prenove. Brasini je bastijon svetega Jurija spremenil v bolj srednjeveški videz, ustvaril nov (čeprav starodaven) vhodni portal in zgradil grajske ikonične loke nad vzhodnim bastijonom (svetega Jakoba), prvotno obrnjenim proti morju, zdaj pa na jezeru Saraja. Brasinijev prvotni načrt je bil zgraditi še več obokov, vključno z drugo stopnjo nad tistimi, ki so bili zgrajeni.
V 1930-ih je guverner Italo Balbo znotraj stavbe ustanovil svojo pisarno. 5. novembra 1938 je Balbo pred gradom slovesno odprl konjeniški kip Benita Mussolinija. Grad je bil od leta 1942 zaščiten pod britansko vojaško upravo, britanske oblasti pa so leta 1948 ponovno odprle razširjen muzej. Muzej je bil ponovno prenovljen pod Moamerjem Gadafijem med letoma 1982 in 1988. Stavba in muzej sta med prvo libijsko državljansko vojno leta 2011 utrpela le manjšo škodo. Muzej so zaprli leta 2015 in ga ponovno odprli do leta 2021.

## Galerija
- Pogled iz zraka v 1950-ih
- Glavna fasada (bastion sv. Jurija) s transparentom v čast Moamerja Gadafija, 1. april 2007
- Skulptura svetega Jurija na Bastionu svetega Jurija, prenova v dvajsetih letih prejšnjega stoletja
- Loki, ki jih je ustvaril Armando Brasini na bastijonu sv. Jakoba
- Notranja ulica
- Pogled na jezero Saraja (prvotno spredaj ob morju)